# Saturnino Braga
Roberto Saturnino Braga (Rio de Janeiro, 13 settembre 1931 – Rio de Janeiro, 3 ottobre 2024) è stato un politico e ingegnere brasiliano, che fu anche sindaco di Rio de Janeiro.

## Biografia
Laureato in ingegneria presso l'Università Federale di Rio de Janeiro nel 1954, lavorò per alcuni anni presso la Banca Nazionale per lo Sviluppo Economico
Saturnino Braga entrò in politica nel 1960, aderendo al Partito Socialista Brasiliano (PSB). Due anni dopo divenne deputato federale. Durante i primi anni della dittatura militare si fece da parte, per poi riprendere nel 1974 il percorso interrotto.
Nel 1985, passato al PDT, divenne sindaco di Rio de Janeiro, venendo eletto con quasi il 40% dei voti. Nel 1988, ultimo anno del suo mandato, decretò che la Banca Centrale vietasse al municipio di contrarre nuovi prestiti. A seguito di contrasti col suo vice Jó Antônio Rezende lasciò il PDT, approdando quindi al PSB.
Nel 1994 corse alle elezioni per il rinnovo del Senato e risultò il quinto candidato più votato con 774mila voti. Nel 1998 fu rieletto.
Braga è morto il 3 ottobre 2024 a causa di una polmonite.